# Johanna Hiedlerová
Johanna Pölzlová (rozená Hiedlerová; 19. ledna 1830 Spital – 8. února 1906 Spital) byla babičkou Adolfa Hitlera z matčiny strany.

## Život
Narodila se a celý život strávila ve vesnici Spital (část Weitra) v dolnorakouském Waldviertelu. Dne 5. září 1848 se provdala za Johanna Baptistu Pölzla (1825–1901), sedláka a syna Johanna Pölzla a Juliany (Walli) Pölzlové. Manželé měli celkem pět synů a šest dcer. Z jejich jedenácti dětí se dospělosti dožili pouze dva synové a tři dcery. Jejich třetí dcera (a zároveň sedmé dítě) Klara se narodila na jejich statku ve Spitále dne 12. srpna 1860.
Dne 17. září 1888 zemřeli její rodiče Johann Nepomuk Hiedler a Eva Maria (rozená Deckerová). Dcera Klara se měla stát třetí manželkou Aloise Hiedlera (rozeného Schicklgrubera) – ten se ve svých 40 letech rozhodl přijmout příjmení svého nevlastního otce, Hiedler (matrikářka však do matriky zapsala příjmení „Hitler“). Alois byl nemanželským synem Marie Schicklgruberové, která se 10. května 1842 provdala za Johannina strýce z otcovy strany Johanna Georga Hiedlera. Alois v pozdějším životě tvrdil, že Johann Georg Hiedler nebyl jeho nevlastní otec, ale nýbrž jeho biologický otec, a v roce 1876 byl oficiálně prohlášen za Johannova legitimního syna. Toto tvrzení o Aloisově otcovství je však mezi historiky stále předmětem mnoha diskusí.
Klara a Alois měli celkem šest dětí. Čtvrtým z nich byl Adolf Hitler (narozen 20. dubna 1889). Pouze jedno z dalších dětí Klary (nejmladší Paula) se dožilo dospělosti. Klařin manžel Alois měl ze svého druhého manželství (s Franziskou Matzelsbergerovou) ještě další dvě děti, Aloise mladšího a Angelu.